# Lynd Ward

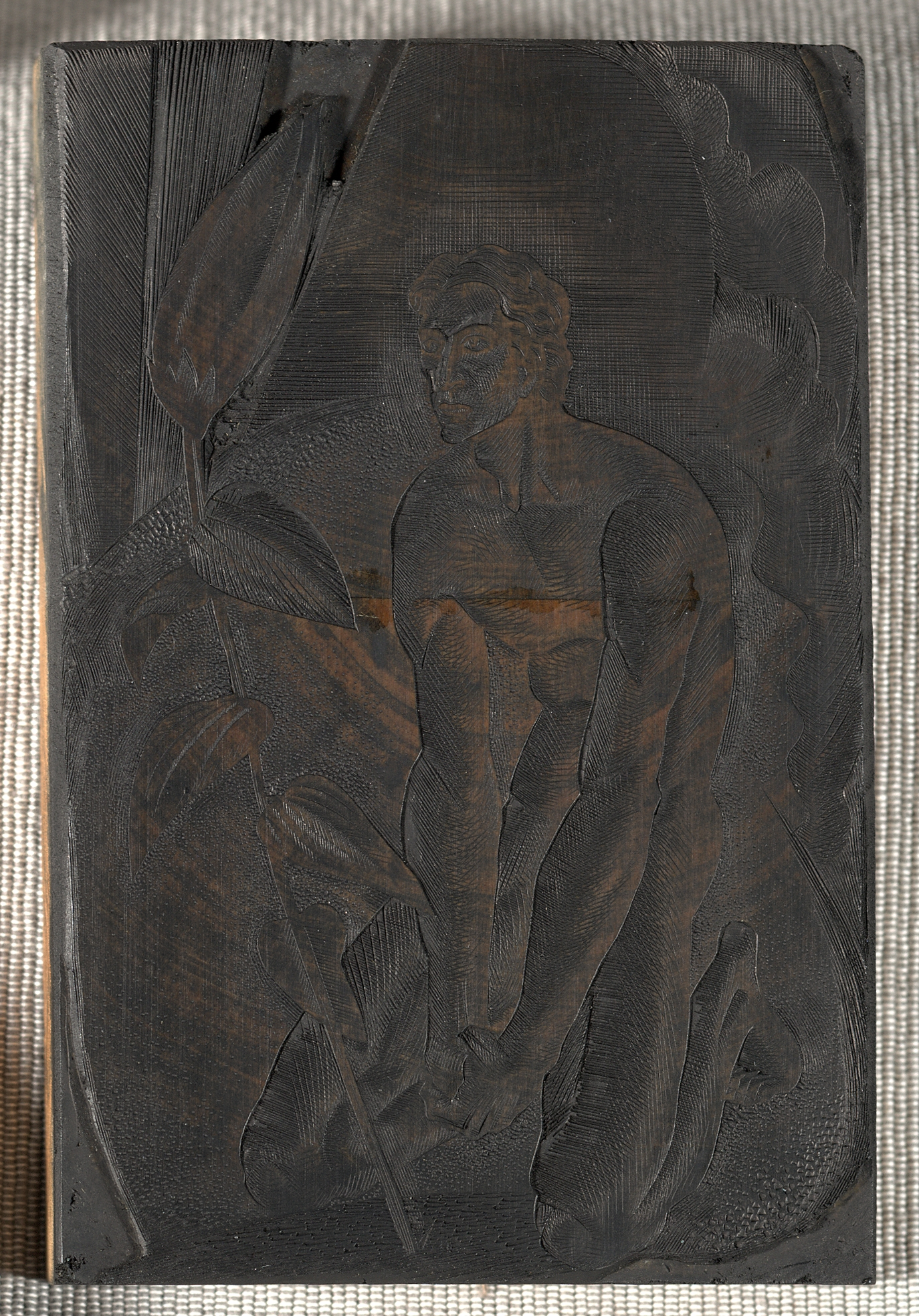
Obra "Prelude to a Million Years" de Lynd Ward

Lynd Kendall Ward (Chicago, Illinois, 26 de junho de 1905 - Reston, Virginia, 28 de junho de 1985)  foi um artista americano e contador de histórias. Ilustrou cerca de 200 livros juvenis e adultos. Ward era mais conhecido por suas gravuras em madeira e foi a primeira a produzir uma novela inteiramente em xilogravuras sendo considerado um dos fundadores do romance gráfico americano .Também trabalhou com aquarela, óleo, pincel e tinta, litografia e litografia.

## Biografia
Filho do pastor metodista e líder esquerdista Harry F. Ward, estudou desenho no Teachers College, na Universidade Columbia, graduando-se em 1926. Logo depois da formatura, casou-se com May McNeer e viajou com ela para a Europa. Onde passou um ano em Leipzig, estudando a técnica da xilogravura e gravura em madeira com o alemão Hans Alexander Mueller. Naquela época, conheceu os trabalhos do belga Frans Masereel e do alemão Otto Nuckel sobre o tema da narrativa gráfica.
Em seu retorno à América, começou a implementar o seu primeiro romance gráfico, "Gods' Man", a ser publicado em novembro de 1929. O trabalho consistiu de 139 xilogravuras e não utilizava uma única palavra. Conta a história de um artista que vende sua alma para alcançar o sucesso.
Em seguida, Ward produziu cinco romances neste formato:
- Madman's Drum (1930)
- Wild Pilgrimage (1932)
- Prelude to a Million Years (1933)
- Song Without Words (1936)
- Vertigo (1937)

Em 1932, publicou em uma edição limitada "Now That the Gods are Dead", com quatro placas impressas com tinta azul. Em 1973, apareceu "The Silver Pony", sua última novela sem palavras, que conta a história de um garoto solitário e seu cavalo voador.
Também é destaque o seu trabalho como ilustrador de obras literárias, como o "Prince Bantam", de McNeer (publicado em 1929). Em 1942, junto com a escritora Hildegarde Swift, publicou o livro infantil The Little Red Lighthouse and the Great Gray Bridge, que conta a história do Farol de Jeffrey's Hook, localizado em Nova York. Também ilustrou edições de Fausto, Frankenstein, Beowulf e outros clássicos.
Ao longo de sua carreira, Ward recebeu inúmeros prêmios, entre os quais o Prémio da Biblioteca do Congresso. Ele se aposentou em 1974.
Seu trabalho teve grande influência na obra de importantes autores americanos de banda desenhada, particularmente Will Eisner. No prefácio de seu primeiro romance gráfico, "Um Contrato com Deus", Eisner expressou a sua dívida para com o trabalho de Ward. Também influenciado pelas obras literárias de autores como Allen Ginsberg.

## Algumas obras
- Google Books: "Gods' Man: A Novel in Woodcuts" Por Lynd Ward.
- Google Books: "The Silver Pony: A Story in Pictures" Por Lynd Ward.
- Google Books: "Johnny Tremain" Por Esther Forbes,Lynd Ward.
- Google Books: "The biggest bear" Por Lynd Ward.
- Google Books: "The Little Red Lighthouse and the Great Gray Bridge: Restored Edition" Por Hildegarde H. Swift e Lynd Ward.